# 鹿寨站
鹿寨站是位于广西壮族自治区柳州市鹿寨县鹿寨镇的一个铁路车站，邮政编码545600。车站建于1939年，有湘桂铁路经过该站，现办理客货运业务，车站及其上下行区间均未电气化。车站距离衡阳站488公里，隶属南宁铁路局桂林车务段，是三等站。